# Freccia Vallone 1939
La Freccia Vallone 1939, quarta edizione della corsa, si svolse il 18 giugno 1939 per un percorso di 260 km. La vittoria fu appannaggio del belga Edmund Delathouwer, che completò il percorso in 7h14'00" precedendo l'olandese Hubert Sijen e il connazionale Albert Perikel.
Al traguardo di Rocourt furono 25 i ciclisti (23 belgi e 2 olandesi), dei 79 partiti da Mons, che portarono a termine la competizione.

## Ordine d'arrivo (Top 10)
| Pos. | Corridore          | Squadra              | Tempo    |
| ---- | ------------------ | -------------------- | -------- |
| 1    | Edmund Delathouwer | Mercier              | 7h14'00" |
| 2    | Hubert Sijen       | Helyett-Hutchinson   | a 55"    |
| 3    | Albert Perikel     | De Dion-Bouton       | s.t.     |
| 4    | Albertin Disseaux  | Helyett-Hutchinson   | a 1'00"  |
| 5    | Edgard De Caluwé   | Dilecta-Wolber       | s.t.     |
| 6    | Camiel Michielsens | R.Lapébie-Hutchinson | s.t.     |
| 7    | Médard Barbe       | Mercier              | s.t.     |
| 8    | Constant Lauwers   | Helyett-Hutchinson   | s.t.     |
| 9    | Albert Beirnaert   | Alcyon-Dunlop        | s.t.     |
| 10   | Kamiel Beeckman    | Helyett-Hutchinson   | s.t.     |